# Emma Shapplin

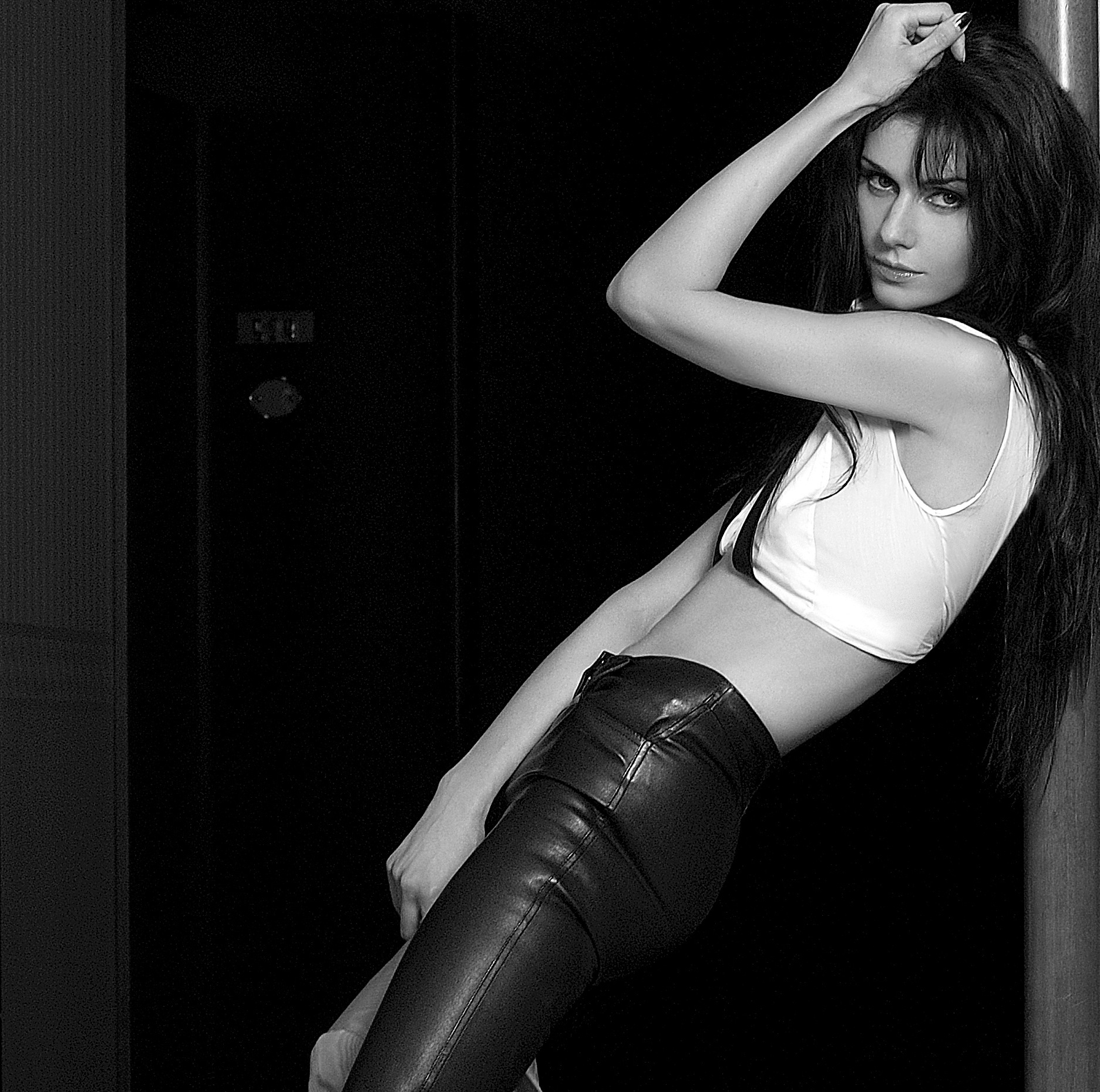

Emma Shapplin, właściwie Crystêle Joliton (ur. 19 maja 1974 w Savigny-le-Temple) – francuska sopranistka koloraturowa.

## Życiorys
Emma Shapplin urodziła się w Savigny-le-Temple. W wieku 14 lat zaczęła interesować się muzyką poważną, prywatnie chodziła na lekcje do emerytowanej śpiewaczki operowej. Muzyczną karierę rozpoczęła w hardrockowym zespole North Wind, lecz ten rodzaj muzyki Emmie nie odpowiadał i w wieku 18 lat wyprowadziła się do Paryża ("aby rozpocząć nowe życie"), mimo że rodzice nie akceptowali jej pasji muzycznej.
Zaczęła pracować i zapisała się na lekcje muzyki u nauczycieli z paryskiego konserwatorium. Jakiś czas potem poznała znanego francuskiego piosenkarza Jeana-Patricka Capdeville'a i w 1997 roku nagrała z nim pierwszą płytę Carmine Meo. Album ten odniósł wielki sukces, a Emmę Shapplin okrzyknięto diwą lat 90 XX wieku.
W 2000 roku zaśpiewała kilka piosenek do soundtracku Red Planet. Muzykę do tego filmu napisał Graeme Revell. I to właśnie z nim Emma nagrała nowy album Etterna. Rok później została wydana w wersji DVD i audio, płyta The concert in Caesarea, z koncertu w Izraelu. W 2006 roku Emma wzięła udział w kampanii promocyjnej Ferrero Rocher, wykonując utwór "La Notte Etterna".

## Dyskografia

### Albumy
- 1997 – Carmine Meo (Pendragon Records SL/EMI)
- 2002 – Etterna (Ark 21 Records/Universal Music Group)
- 2003 – The Concert in Caesarea (Pendragon Records SL/EMI)
- 2009 – Macadam Flower

### Single
- 1999 – Discovering Yourself (Pendragon Records SL/EMI)
- 2000 – Opera Trance vol.1 (Radikal Records)
- 2000 – Opera Trance vol.2 (Radikal Records)

### Projekty
- 1998 – 30 Volte Morandi
- 2000 – Red Planet
- 2003 – I'll Go (Atmosfera/Omega Vibes)

### DVD
- 2003 – Etterna (Ark 21/Universal Music Group)
- 2003 – The Concert in Caesarea (Pendragon Records SL/EMI)